# Martin Ericsson
Martin Ericsson (ur. 4 września 1980 w Gustafs) – szwedzki piłkarz występujący na pozycji pomocnika. Od 2012 jest zawodnikiem BK Häcken.

## Kariera klubowa
Ericsson seniorską karierę rozpoczynał w 1998 roku w klubie Brage z Superettan. W 2001 roku został graczem Göteborga, grającego w Allsvenskan. W tych rozgrywkach zadebiutował 9 kwietnia 2001 roku w wygranym 2:1 meczu z Helsingborgiem. 14 maja 2001 roku w wygranym 6:0 spotkaniu z Malmö strzelił pierwszego gola w trakcie gry w Allsvenskan. W Göteborgu Ericsson grał przez 3 sezony.
W 2004 roku odszedł do duńskiego Aalborga. W Superligaen pierwszy pojedynek zaliczył 14 marca 2004 roku przeciwko Aarhus (1:0). W tamtym meczu zdobył także bramkę. W tym samym roku dotarł z zespołem do finału Pucharu Danii, jednak Aalborg przegrał tam 0:1 z København.
Na początku 2006 roku Ericsson został graczem Brøndby, również z Superligaen. W tym samym roku zdobył z nim Puchar Ligi Duńskiej, a także wywalczył wicemistrzostwo Danii. W 2008 roku wygrał z drużyną Puchar Danii.
W 2009 roku Ericsson wrócił do Szwecji, gdzie podpisał kontrakt z Elfsborgiem (Allsvenskan). Ligowy debiut zanotował tam 4 kwietnia 2009 roku w meczu z Hammarby (1:1). W 2012 przeszedł do BK Häcken.

## Kariera reprezentacyjna
W reprezentacji Szwecji Ericsson zadebiutował 22 stycznia 2004 roku w przegranym 0:3 towarzyskim meczu z Norwegią.